# Казанське (Акжарський район)
Каза́нське (каз. Қазан) — село у складі Акжарського району Північноказахстанської області Казахстану. Входить до складу Талшицького сільського округу, раніше було центром та єдиним населеним пунктом ліквідованої Казанської сільської ради.
Населення — 378 осіб (2021; 500 у 2009, 790 у 1999, 1081 у 1989).
Національний склад станом на 1989 рік:
- росіяни — 32 %.